# Reservedel
En reservedel er en udskiftelig del, som opbevares på lager og anvendes til reparation eller renovering af defekt udstyr eller enheder. Reservedele er et vigtigt element inden for logistikteknik og forsyningskædestyring og håndteres ofte gennem dedikerede reservedelsstyringssystemer.
Reservedele er en følge af den industrielle udvikling af udskiftelige dele og masseproduktion.
I et industrielt miljø beskrives reservedele på flere måder for at adskille vigtige egenskaber ved forskellige reservedele. Følgende beskriver typer af reservedele og deres typiske funktionalitet.
1. Kapitaldele er reservedele, som – selvom de forventes at have en lang levetid eller lav sandsynlighed for fejl – kan forårsage langvarige driftsstop, fordi det vil tage lang tid at fremskaffe en erstatning. Kapitaldele udskiftes eller repareres typisk under planlagte hovedeftersyn eller inspektioner. Som betegnelsen antyder, er kapitaldele normalt dyre og afskrives over tid. Eksempler på kapitaldele inkluderer pumper og motorsæt anvendt i industrielle anlæg, eller en impeller eller rotor, som kræves til en pumpe eller motor. Behovet for sådanne “reservedele” afhænger ofte af, hvor redundante de anvendte anlægskomponenter er.
2. Forbrugsdele kan opdeles i to grupper:
- Driftsforbrugsdele forbruges typisk under løbende drift, fx luftfiltre, fedt og smøremidler, pærer osv. (for en bil ville det være sprinklervæske).
- Inspektionsforbrugsdele udskiftes typisk under planlagte hovedeftersyn eller inspektioner, fx ventilremme, pakninger, smøreolie og oliefiltre (for en bil ville det være motorolie eller gearolie).

3. Inspektionsreservedele (eller revisionsreservedele) henviser til de reservedele, som anvendes sammen med kapitaldele under planlagte eftersyn/revisioner. De kan genanvendes, men er typisk ikke reparerbare og kasseres efter brug, hvis de er beskadigede. Disse forveksles ofte med kapitalreservedele og kan også forveksles med inspektionsforbrugsdele, som altid skal udskiftes ved hver inspektion/revision. Eksempler på inspektionsreservedele er lejer, mekaniske pakninger, store bolte og møtrikker.
4. Driftsreservedele henviser til de reservedele, der bruges under normal drift og ikke kræver planlagte eftersyn eller revisioner for at blive udskiftet. I en industriel kontekst kan det være manometre, ventiler (solenoider, motorstyrede ventiler i redundante systemer), transmittere, I/O-kort, små AC/DC strømforsyninger osv. (for en bil fx vinduesviskere).